# Katholisches Schulhaus (St. Gallen)

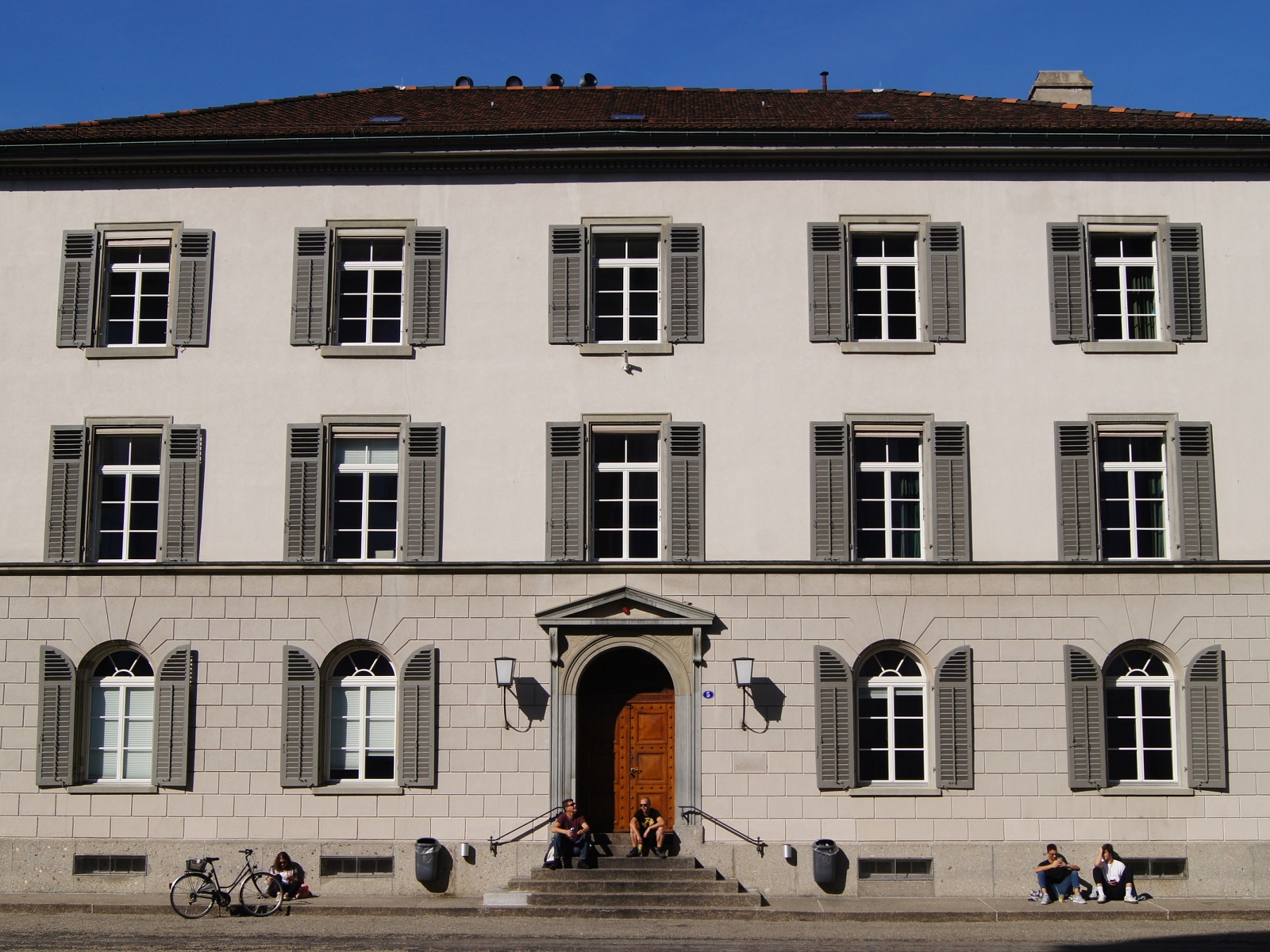
Das ehemalige katholische Schulhaus (2018)

Das ehemalige katholische Schulhaus in St. Gallen wurde als Teil des Stiftsbezirks 1983 von der UNESCO in das Verzeichnis des schützenswertens Weltkulturerbes aufgenommen. Das Bauwerk im Stil des Klassizismus wurde 1840 erbaut.

## Geschichte
Nach Errichtung der Neuen Pfalz als Residenz des Abts der Fürstabtei St. Gallen in den Jahren von 1767 bis 1769 war geplant, diese um einen «Nordflügel» zu erweitern, der ein architektonisches Gegenstück zum hundert Jahre älteren «Hof-» bzw. «Südflügel» bilden sollte. Infolge der Aufhebung der Abtei wurde das Konzept der Barockzeit bis in die 1830er Jahre nicht vollendet.
Von 1838 bis 1841 errichtete der Kanton das Zeughaus als Seitenflügel der Residenz. Diese diente seit 1803 als Regierungsgebäude. In dessen Verlängerung wurde das Schulhaus 1840 bis 1842 erbaut. Ein Teil der so entstandenen «Baulücke» schloss die bis 1846 fertiggestellte Schutzengelkapelle. Architekt des Schulhauses war Hans Conrad Stadler, während die beiden anderen klassizistischen Bauten von Felix Wilhelm Kubly geplant wurden.
Heute wird das Gebäude vom Kanton St. Gallen als Gewerbliches Berufsschul- und Weiterbildungszentrum genutzt.

## Bauwerk
Das Schulhaus ist ein dreigeschossiger Bau mit fünf Fensterachsen. Er vollendet das barocke Konzept des Stiftsbezirks. Die Fenster und das Portal im Erdgeschoss haben Rundbogen. Die Ausstattung ist klassizistisch.